# Ora Namir

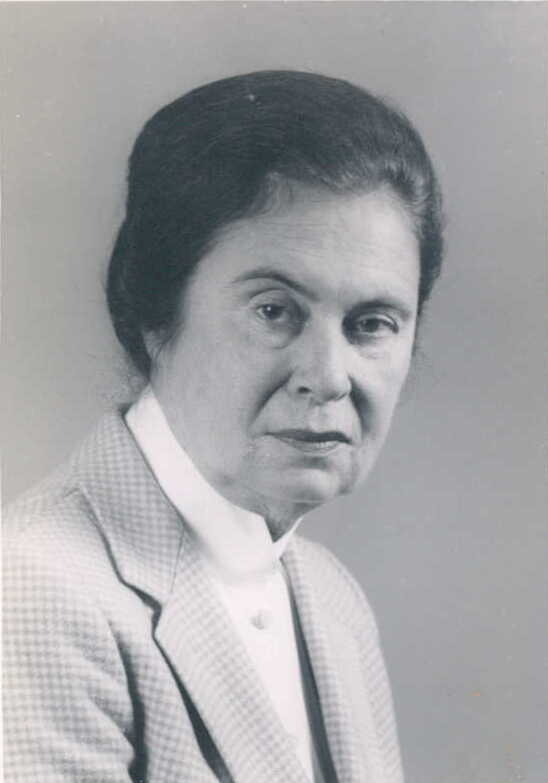
Ora Namir

Ora Namir (hebräisch אורה נמיר; * 1. September 1930 in Chadera, Völkerbundsmandat für Palästina; † 7. Juli 2019 in Tel Aviv) war eine israelische sozialdemokratische Politikerin (HaMa’arach, Awoda) und Diplomatin.

## Leben
Sie diente während des Arabisch-Israelischen Krieges 1948 als Offizierin in den IDF. Danach studierte sie klassische und englische Literatur am Hunter College in New York City. In der Frauenorganisation Moʿezet HaPoʿalot der Gewerkschaft Histadrut sammelte sie Erfahrung als Organisatorin. Sie war mit Mordechai Namir verheiratet, der auch Minister war.
Von 1974 bis 1996 war sie Knessetabgeordnete. 1992 wurde sie Umweltschutzministerin. 1992–1996 war sie Ministerin für Wohlfahrt und Sozialdienstleistungen. Sie wurde danach israelische Botschafterin für die Volksrepublik China und die Mongolei.